# Croix aux Héros
La croix aux Héros est une croix située à Camelin, en France.

## Description
La croix (sorte de mégalithe gravé) se trouve dans le nouveau cimetière. De cette croix, il ne reste plus que le montant, orné de motifs de style roman.
Cette pierre est ornée de quatre têtes sur le haut du monument avec, sur toute la hauteur de la pierre, des dessins sorte de lacets ou de liens, entre-croisés. Elle est percée sur le haut (emplacement d'une croix en bois pour christianiser cette pierre).

## Localisation
La croix est située sur la commune de Camelin, dans le département de l'Aisne.

## Historique
Le monument est classé au titre des monuments historiques en 1925.